# Fort Myers Beach
Fort Myers Beach és una població dels Estats Units a l'estat de Florida. Segons el cens del 2000 tenia 6.561 habitants.

## Demografia
Segons el cens del 2000, Fort Myers Beach tenia 6.561 habitants, 3.425 habitatges, i 2.048 famílies. La densitat de població era de 885,7 habitants/km².
Dels 3.425 habitatges en un 7,7% hi vivien nens de menys de 18 anys, en un 53,8% hi vivien parelles casades, en un 4% dones solteres, i en un 40,2% no eren unitats familiars. En el 31,7% dels habitatges hi vivien persones soles el 14,9% de les quals corresponia a persones de 65 anys o més que vivien soles. El nombre mitjà de persones vivint en cada habitatge era d'1,91 i el nombre mitjà de persones que vivien en cada família era de 2,29.
Per edats la població es repartia de la següent manera: un 7,6% tenia menys de 18 anys, un 3% entre 18 i 24, un 17,2% entre 25 i 44, un 35% de 45 a 60 i un 37,2% 65 anys o més.
L'edat mediana era de 59 anys. Per cada 100 dones de 18 o més anys hi havia 96,4 homes.
La renda mediana per habitatge era de 48.045 $ i la renda mediana per família de 62.000 $. Els homes tenien una renda mediana de 31.929 $ mentre que les dones 29.375 $. La renda per capita de la població era de 34.703 $. Entorn del 3% de les famílies i el 7,2% de la població estaven per davall del llindar de pobresa.

## Poblacions més properes
El següent diagrama mostra les poblacions més properes.